# Insulele Cocos
Teritoriul Insulelor Cocos (Keeling) (engleză Territory of Cocos (Keeling) Islands) sau simplu Insulele Cocos (engleză: Cocos Islands) sau Insulele Keeling (engleză: Keeling Islands) sunt un grup de insule din Oceanul Indian, teritoriu Australian. Este al 2-lea cel mai mic grup de insule din lume si are o populatie de 855 (2011) de locuitori.
Se află între Australia și India.